# Olivier de la Marche

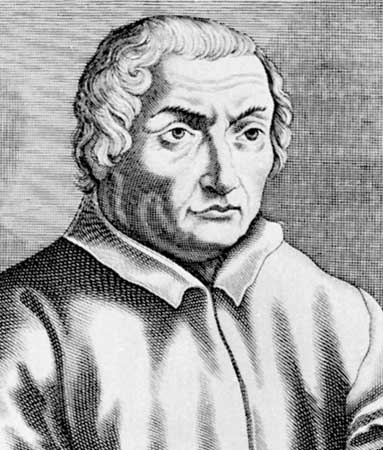
Olivier de la Marche

Olivier de la Marche (ur. ok. 1425 w Villegaudin, zm. 1 lutego 1502 w Brukseli) – burgundzki kronikarz, poeta i dyplomata.
W 1465 roku Olivier de la Marche został pasowany na rycerza przez hrabiego Charolais, późniejszego księcia Burgundii Karola Zuchwałego, który w dwa lata później, po przejęciu władzy, mianował go zarządcą Among (obecnie departament Haute-Sane) i kapitanem swojej straży. Podczas bitwy pod Nancy (1477), został wzięty do niewoli. Wykupił się jednak, powrócił i przyłączył się do Marii, córki księcia Karola, który poległ w bitwie. Uczyniła go ona swym maitre d’hôtel (marszałkiem dworu).